# Dallas Cowboys 2023
La stagione 2023 dei Dallas Cowboys è stata la 64ª della franchigia nella National Football League e la quarta con Mike McCarthy come capo-allenatore. I Cowboys pareggiarono il bilancio di 12–5 delle due stagioni precedenti e vinsero la NFC East division per la prima volta dal 2021 e la seconda nelle ultime tre stagioni. La squadra si qualificò dunque ai playoff come seconda testa di serie della NFC. Fu la prima volta che Dallas si qualificò per la post-season per tre anni consecutivi dal periodo 1991-1996.
Ad ogni modo, i Cowboys collassarono nei playoff malgrado l'avere uno degli attacchi più prolifici e una delle migliori difese della lega. Nel primo turno furono sconfitti per 48–32 dai Green Bay Packers, una gara in cui in un certo momento del quarto periodo si erano anche trovati in svantaggio per 48–16. Con questa sconfitta, Dallas divenne la prima squadra della storia a perdere contro la testa di serie numero 7 di una conference dall'espansione dei playoff nel 2020. Fu anche la prima volta che una squadra non raggiunse la finale di conference malgrado l'avere vinto almeno 12 gare in tre stagioni consecutive.
Questa fu la prima stagione dal 2015 senza il running back Ezekiel Elliott nel roster, essendo stato svincolato il 15 marzo e finendo con il firmare con i New England Patriots il 14 agosto.

## Scelte nel Draft 2023
| Scelte dei Cowboys nel Draft 2023 |        |                     |       |                |                      |
| Giro                              | Scelta | Giocatore           | Ruolo | College        | Note                 |
| 1                                 | 26     | Mazi Smith          | DT    | Michigan       |                      |
| 2                                 | 58     | Luke Schoonmaker    | TE    | Michigan       |                      |
| 3                                 | 90     | DeMarvion Overshown | LB    | Texas          |                      |
| 4                                 | 129    | Viliami Fehoko      | DE    | San Jose State |                      |
| 5                                 | 169    | Asim Richards       | OT    | North Carolina | Scelta compensatoria |
| 6                                 | 178    | Eric Scott Jr.      | CB    | Southern Miss  | Scelta compensatoria |
| 6                                 | 212    | Deuce Vaughn        | RB    | Kansas State   |                      |
| 7                                 | 244    | Jalen Brooks        | WR    | South Carolina |                      |

## Staff
| Staff dei Dallas Cowboys |
| --- |
| Organi dirigenziali - Proprietario/Presidente/General manager – Jerry Jones - Direttore senior delle operazioni del football/amministrazione del football – Todd Williams - Direttore del salary cap & contratti dei giocatori – Adam Prasifka - Vice presidente del personale dei giocatori – Will McClay - Direttore degli osservatori dei college – Lionel Vital - Direttore degli osservatori dei professionisti – Alex Loomis - Assistente direttore osservatori dei college – Chris Hall Capo allenatore - Mike McCarthy - Assistente c.a. – Rob Davis Altri allenatori - Preparatore atletico – Harold Nash - Assistente p.a. – Kendall Smith - Assistente p.a. – Cedric Smith Allenatori dell'attacco - Coordinatore offensivo – Kellen Moore - Quarterback – Doug Nussmeier - Running back – Skip Peete - Wide receiver – Robert Prince - Tight end – Lunda Wells - Offensive line – Joe Philbin - Assistente offensive line – Jeff Blasko - Controllo qualità attacco – Chase Haslett Allenatori della difesa - Coordinatore difensivo – Dan Quinn - Defensive line – Aden Durde - Assistente defensive line – Leon Lett - Linebacker – Scott McCurley - Secondary/gioco sui passaggi – Joe Whitt Jr. - Defensive back – Al Harris - Assistente difesa senior – George Edwards - Controllo qualità difesa – Cannon Matthews Allenatori dello special team - Coordinatore dello special team – John Fassel - Assistente special team – Joe Bowden - Assistente – Scott Tolzien |

## Roster
| Roster dei Dallas Cowboys |
| --- |
| Quarterback - 15 Trey Lance - 4 Dak Prescott - 10 Cooper Rush Running Back - 23 Rico Dowdle - 40 Hunter Luepke FB - 20 Tony Pollard - 42 Deuce Vaughn Wide Receiver - 83 Jalen Brooks - 3 Brandin Cooks - 13 Michael Gallup - 88 CeeDee Lamb - 18 Jalen Tolbert - 9 KaVontae Turpin Tight End - 87 Jake Ferguson - 89 Peyton Hendershot - 86 Luke Schoonmaker Offensive Linemen - 66 T.J. Bass G - 63 Tyler Biadasz C - 71 Chuma Edoga G - 70 Zack Martin G - 76 Asim Richards T - 73 Tyler Smith G - 77 Tyron Smith T - 78 Terence Steele T Defensive Linemen - 92 Dorance Armstrong DE - 93 Viliami Fehoko DE - 56 Dante Fowler DE - 96 Neville Gallimore DT - 99 Chauncey Golston DE - 95 Johnathan Hankins DT - 90 DeMarcus Lawrence DE - 97 Osa Odighizuwa DT - 58 Mazi Smith DT - 54 Sam Williams DE Linebacker - 14 Markquese Bell OLB - 33 Damone Clark OLB - 50 Devin Harper OLB - 11 Micah Parsons OLB - 55 Leighton Vander Esch MLB Defensive Back - 26 DaRon Bland CB - 7 Trevon Diggs CB - 21 Stephon Gilmore CB - 28 Malik Hooker FS - 19 Noah Igbinoghene CB - 1 Jayron Kearse SS - 2 Jourdan Lewis CB - 24 Israel Mukuamu FS - 37 Eric Scott Jr. CB - 30 Juanyeh Thomas FS - 6 Donovan Wilson SS Special Team - 5 Bryan Anger P - 17 Brandon Aubrey K - 44 Trent Sieg LS Lista delle riserve - 75 Josh Ball T (IR) - 85 David Durden WR (IR) - 32 Ronald Jones II RB (Sospeso) - 35 DeMarvion Overshown MLB (IR) - 81 John Stephens Jr. TE (IR) - 79 Matt Waletzko T (IR) - 25 Nahshon Wright CB (IR) Squadra di allenamento - 64 Earl Bostick Jr. T - 31 Josh Butler CB - 34 Malik Davis RB - 48 Princeton Fant TE - 29 C.J. Goodwin CB - 65 Sean Harlow C - 67 Brock Hoffman C - 46 Malik Jefferson OLB - 51 Durrell Johnson OLB - 80 Tyron Johnson WR - 84 Sean McKeon TE - 16 Jalen Moreno-Cropper WR - 94 Willington Previlon DT - 27 Sheldrick Redwine FS - 69 Alex Taylor T - 91 Tyrus Wheat DE Roster aggiornato al 9 settembre 2023 53 attivi, 7 inattivi, 16 nella squadra di allenamento |
| Legenda - I rookie sono in corsivo. - Il primo ruolo è il principale mentre gli eventuali successivi indicano i ruoli secondari. - (IR) sta per Injured Reserve ed indica la lista ristretta per un solo giocatore infortunato che può tornare ad allenarsi dopo la settimana 6 e a rientrare in prima squadra dopo che questa ha giocato 8 partite. - (NF-Inj.) / (NF-Ill.) stanno rispettivamente per Non-Football Injured e Non-Football Illness ed indicano le liste dove viene inserito un giocatore che ha un infortunio o una malattia non dipendente dal football americano. - (PUP) sta per Physically Unable to Perform ed indica la lista dove viene inserito un giocatore mentre è in attesa di recuperare la condizione fisica. Nella stagione regolare dopo la sesta partita giocata dalla propria squadra, il giocatore ha tempo tre settimane per riprendere ad allenarsi, più tre settimane aggiuntive dal suo rientro agli allenamenti per rientrare in prima squadra. |

## Precampionato
Il 19 maggio 2023 furono ufficializzate le gare di precampionato.
| Precampionato |           |           |                      |           |        |              |            |         |
| Settimana     | Data      | Ora (CT)  | Avversario           | Risultato | Record | Stadio       | TV         | Sintesi |
| 1             | 12 agosto | 4:00 p.m. | Jacksonville Jaguars | S 23-28   | 0-1    | AT&T Stadium | KTVT (CBS) | Sintesi |
| 2             | 19 agosto | 9:00 p.m. | @ Seattle Seahawks   | S 14-22   | 0-2    | Lumen Field  | KTVT (CBS) | Sintesi |
| 3             | 26 agosto | 7:00 p.m. | Las Vegas Raiders    | V 31-16   | 1-2    | AT&T Stadium | KTVT (CBS) | Sintesi |

## Stagione regolare

### Calendario
Il calendario della stagione regolare 2023 fu reso noto l'11 maggio 2023. Data e orario della gara di settimana 18 furono stabilite il 31 dicembre 2023, dopo lo svolgimento del diciassettesimo turno.
| Stagione regolare |                     |                     |                            |                     |                     |                         |                     |                     |
| Settimana         | Data                | Ora (CT)            | Avversario                 | Risultato           | Record              | Stadio                  | TV                  | Sintesi             |
| 1                 | 10 settembre        | 7:20 p.m.           | @ New York Giants          | V 40-0              | 1-0                 | MetLife Stadium         | NBC                 | Sintesi             |
| 2                 | 17 settembre        | 3:25 p.m.           | New York Jets              | V 30-10             | 2-0                 | AT&T Stadium            | CBS                 | Sintesi             |
| 3                 | 24 settembre        | 3:25 p.m.           | @ Arizona Cardinals        | S 16-28             | 2-1                 | State Farm Stadium      | Fox                 | Sintesi             |
| 4                 | 1º ottobre          | 3:25 p.m.           | New England Patriots       | V 38-3              | 3-1                 | AT&T Stadium            | Fox                 | Sintesi             |
| 5                 | 8 ottobre           | 7:20 p.m.           | @ San Francisco 49ers (S)  | S 10-42             | 3-2                 | Levi's Stadium          | NBC                 | Sintesi             |
| 6                 | 16 ottobre          | 7:15 p.m.           | @ Los Angeles Chargers (M) | V 20-17             | 4-2                 | SoFi Stadium            | ESPN                | Sintesi             |
| 7                 | Settimana di riposo | Settimana di riposo | Settimana di riposo        | Settimana di riposo | Settimana di riposo | Settimana di riposo     | Settimana di riposo | Settimana di riposo |
| 8                 | 29 ottobre          | 12:00 p.m.          | Los Angeles Rams           | V 43-20             | 5-2                 | AT&T Stadium            | Fox                 | Sintesi             |
| 9                 | 5 novembre          | 3:25 p.m.           | @ Philadelphia Eagles      | S 23-28             | 5-3                 | Lincoln Financial Field | Fox                 | Sintesi             |
| 10                | 12 novembre         | 3:25 p.m.           | New York Giants            | V 49-17             | 6-3                 | AT&T Stadium            | Fox                 | Sintesi             |
| 11                | 19 novembre         | 12:00 p.m.          | @ Carolina Panthers        | V 33-10             | 7-3                 | Bank of America Stadium | Fox                 | Sintesi             |
| 12                | 23 novembre         | 3:30 p.m.           | Washington Commanders (TD) | V 45-10             | 8-3                 | AT&T Stadium            | CBS                 | Sintesi             |
| 13                | 30 novembre         | 7:15 p.m.           | Seattle Seahawks (T)       | V 41-35             | 9-3                 | AT&T Stadium            | Prime Video         | Sintesi             |
| 14                | 10 dicembre         | 7:20 p.m.           | Philadelphia Eagles (S)    | V 33-13             | 10-3                | AT&T Stadium            | NBC                 | Sintesi             |
| 15                | 17 dicembre         | 3:25 p.m.           | @ Buffalo Bills            | S 10-31             | 10-4                | Highmark Stadium        | Fox                 | Sintesi             |
| 16                | 24 dicembre         | 3:25 p.m.           | @ Miami Dolphins           | S 20-22             | 10-5                | Hard Rock Stadium       | Fox                 | Sintesi             |
| 17                | 30 dicembre         | 7:15 p.m.           | Detroit Lions              | V 20-19             | 11-5                | AT&T Stadium            | ESPN/ABC            | Sintesi             |
| 18                | 7 gennaio           | 3:25 p.m.           | @ Washington Commanders    | V 38-10             | 12-5                | FedEx Field             | Fox                 | Sintesi             |

Note:
- Gli avversari della propria division sono in grassetto.
- Il simbolo "@" indica una partita giocata in trasferta.
- (M) indica il Monday Night Football, (T) il Thursday Night Football, (S) il Sunday Night Football e (TD) una partita giocata nel Thanksgiving Day.

## Play-off
Al termine della stagione regolare i Cowboys arrivarono primi nella NFC East con un record di 12 vittorie e 5 sconfitte, qualificandosi ai play-off con la testa di serie numero 2.
| Play-off  |            |           |                       |           |        |              |     |         |
| Turno     | Data       | Ora (CT)  | Avversario (seed)     | Risultato | Record | Stadio       | TV  | Sintesi |
| Wild Card | 14 gennaio | 3:30 p.m. | Green Bay Packers (7) | S 32-48   | 0-1    | AT&T Stadium | Fox | Sintesi |

## Premi

### Premi settimanali e mensili
- Micah Parsons:

difensore della NFC della settimana 2
difensore della NFC del mese di settembre
- Brandon Aubrey:

giocatore degli special team della NFC della settimana 8
giocatore degli special team della NFC del mese di ottobre
giocatore degli special team della NFC della settimana 14
- CeeDee Lamb:

giocatore offensivo della NFC della settimana 10
- Dak Prescott:

quarterback della settimana 10
quarterback della settimana 12
giocatore offensivo della NFC del mese di novembre
- DaRon Bland:

difensore della NFC della settimana 11
difensore della NFC del mese di novembre